# Уэст, Реджинальд, 6-й барон де Ла Варр
Реджинальд Уэст (англ. Reginald West; 5/7 сентября 1395 — 27 августа 1450) — английский аристократ, 3-й барон Уэст с 1416 года, 6-й барон де Ла Варр с 1427 года. Участник Столетней войны.

## Биография
Реджинальд Уэст был вторым сыном сэра Томаса Уэста, 1-го барона Уэста, и Джоан ла Варр. Он родился в 1395 году, а в сентябре 1416 года унаследовал семейные владения и титул после гибели старшего брата Томаса. Незадолго до этого Уэст был посвящён в рыцари. Он участвовал в войне на континенте: в 1418 и 1421 годах был капитаном Сен-Ло в Нормандии, в 1419 — капитаном форта Ла Мот. В мае 1427 года умер бездетный дядя сэра Реджинальда, Томас ла Варр, и племянник унаследовал его земли и титул барона де Ла Варра. В октябре 1427 года Уэст обратился к королю с просьбой, «чтобы он мог заседать в парламенте с преимуществом, которое имели его предки, лорды Ла Варры, которые постоянно посещали парламент с 27-го года правления короля Эдуарда I» (1299).
В последующие годы барон продолжал нести службу. В 1430 и 1431 годах он сражался во Франции, в 1435 году стал мировым судьёй в Сассексе. В 1446 году Уэст получил от короля разрешения на поездку в Рим и в Святую землю. Известно, что в октябре 1448 года сэр Реджинальд должен был снова отправиться на континент, на этот раз «по делам короля».
Барон умер в 1450 году. Его тело похоронили в церкви Святой Марии в Бродуотере, Сассекс (позже этот город стал частью Уэртинга).

## Семья
Реджинальд Уэст был женат дважды. Его первой женой стала до 17 февраля 1429 года Маргарет Торли, дочь Роберта Торли и Анны де ла Поль, внучка Майкла де ла Поля, 1-го графа Саффолка. В этом браке родились:
- Ричард (1430—1476), 7-й барон де Ла Варр[1][3];
- Роджер;
- Анна, жена сэра Мориса Беркли;
- Маргарет, жена сэра Томаса Эхингема[6];
- Элизабет, жена Уильяма Беркли, 1-го маркиза Беркли[7];
- Мэри, жена сэра Роджера Левкнора[6];
- Кэтрин, жена Роджера Хангерфорда[3];
- Джон.

До 19 ноября 1443 года Уэст женился во второй раз — на Элизабет Грейндаур, дочери и наследнице Роберта Грейндаура. После смерти барона его вдова вышла за Джона Типтофта, 1-го графа Вустера.